# Sazae-san
Sazae-san (サザエさん?) è un manga in formato yonkoma di Machiko Hasegawa, da principio pubblicato sul quotidiano Fukunichi Shinbun a partire dal 22 aprile 1946. Dal manga è stata tratta l'omonima serie televisiva anime, entrata nei Guinness dei primati come la più lunga mai realizzata.

## Trama
Sazae-san racconta la vita quotidiana di Sazae Fuguta, una giovane donna giapponese che abita in casa dei genitori con il fratellino Katsuo, la sorellina Wakame, il marito Masuo e il figlio Tara, ed attraverso di essa descrive in chiave umoristica l'evoluzione della società e della famiglia giapponese dal dopoguerra in poi.

## Storia editoriale
Sazae-san è uno dei primi manga ad essere disposto in quattro vignette verticali (yonkoma), pubblicato a partire dal 22 aprile 1946 sul Fukunichi Shinbun, un giornale locale del Kyūshū. Nel 1949 l'autrice si trasferì a Tokyo e l'opera passò sul quotidiano Asahi Shimbun, che pubblicò la striscia fino al 21 febbraio 1974. In seguito le strisce furono raccolte e pubblicate in volumi dall'editore Shimaisha. Nel 1993 i diritti furono acquisiti dall'editrice Asahi Shimbun, che raccolse l'opera in 45 volumi brossurati. Alcuni di questi sono stati pubblicati negli Stati Uniti d'America da Kodansha America.

## Anime

Scena tratta dal primo episodio

Il manga è stato trasposto in una serie televisiva animata a partire dal 1969, per opera dello studio Eiken e grazie alla sponsorizzazione della Toshiba, interessata a legare l'immagine della famiglia-tipo giapponese a suoi elettrodomestici. È l'anime più lungo della storia, tuttora in corso con oltre 7.500 miniepisodi (2.500 episodi settimanali divisi in tre miniepisodi), e stabilmente in testa agli indici d'ascolto con uno share medio del 18% trasmesso ogni domenica alle 18:30 sulla Fuji TV dal 5 ottobre 1969 e prodotta dalla Eiken.

## Accoglienza
Nel sondaggio Manga Sōsenkyo 2021 indetto da TV Asahi, 150 000 persone hanno votato la loro top 100 delle serie manga e Sazae-san si è classificata al 37º posto.